# Distrito de Braga
O distrito de Braga é um distrito português, localizado no noroeste do país. Limita a norte com o distrito de Viana do Castelo, a nordeste com a Espanha, a leste com o distrito de Vila Real, a sul com o distrito do Porto e a oeste com o oceano Atlântico.
Tem uma área total de 2 673 km², sendo o 16.° distrito com a maior área de todos os distritos nacionais. Em 2022, registou uma população de 854 416 habitantes, sendo o 4.° distrito mais populoso do país. O distrito tem uma densidade populacional de 319 habitantes por km², que se dividem em 14 municípioss e em 347 freguesias.

## Subdivisões
O distrito de Braga subdivide-se nos seguintes 14 municípios:
| Brasão | Município              | População (2021) | Área (km²) | Densidade (hab./km²) | N.º Freg. |
| ------ | ---------------------- | ---------------- | ---------- | -------------------- | --------- |
|        | Amares                 | 18 595           | 81,95      | 227                  | 16        |
|        | Barcelos               | 116 752          | 378,90     | 308                  | 61        |
|        | Braga                  | 193 324          | 183,40     | 1054                 | 37        |
|        | Cabeceiras de Basto    | 17 635           | 241,82     | 73                   | 12        |
|        | Celorico de Basto      | 19 767           | 181,07     | 109                  | 15        |
|        | Esposende              | 35 132           | 95,41      | 368                  | 9         |
|        | Fafe                   | 48 497           | 219,08     | 221                  | 25        |
|        | Guimarães              | 156 830          | 240,95     | 651                  | 48        |
|        | Póvoa de Lanhoso       | 21 775           | 134,65     | 162                  | 22        |
|        | Terras de Bouro        | 6 358            | 277,46     | 23                   | 14        |
|        | Vieira do Minho        | 11 955           | 216,44     | 55                   | 16        |
|        | Vila Nova de Famalicão | 133 534          | 201,59     | 662                  | 34        |
|        | Vila Verde             | 46 444           | 228,67     | 203                  | 33        |
|        | Vizela                 | 23 896           | 24,70      | 968                  | 5         |

Na atual divisão principal do país, o distrito encontra-se integrado na região do Norte. No seu território existem duas subregiões, o Cávado, a norte, e o Ave, a sul. Em resumo:

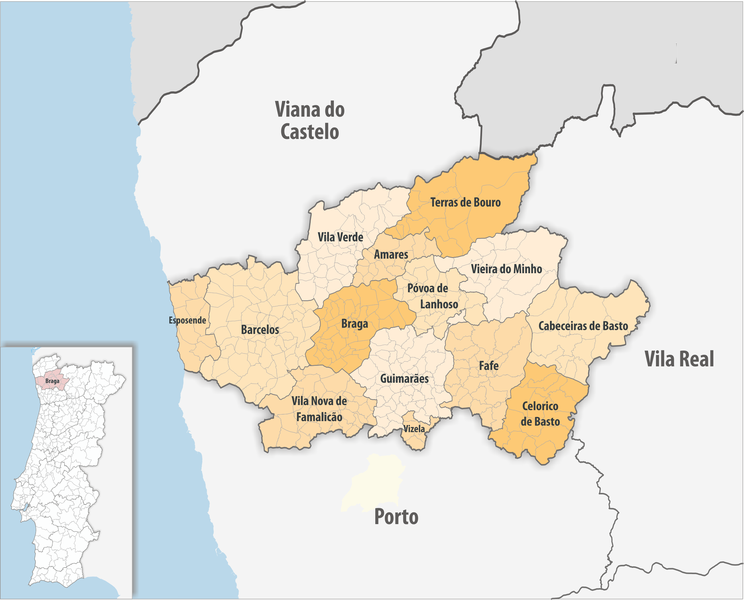
Distrito de Braga

- Região do Norte
  - Tâmega e Sousa
    - Celorico de Basto

  - Ave
    - Cabeceiras de Basto
    - Fafe
    - Guimarães
    - Póvoa de Lanhoso
    - Vieira do Minho
    - Vila Nova de Famalicão
    - Vizela

  - Cávado
    - Amares
    - Barcelos
    - Braga
    - Esposende
    - Terras de Bouro
    - Vila Verde

## População
| Número de habitantes | Número de habitantes | Número de habitantes | Número de habitantes | Número de habitantes | Número de habitantes | Número de habitantes | Número de habitantes | Número de habitantes | Número de habitantes | Número de habitantes | Número de habitantes | Número de habitantes | Número de habitantes | Número de habitantes | Número de habitantes |
| -------------------- | -------------------- | -------------------- | -------------------- | -------------------- | -------------------- | -------------------- | -------------------- | -------------------- | -------------------- | -------------------- | -------------------- | -------------------- | -------------------- | -------------------- | -------------------- |
|                      | 1864                 | 1878                 | 1890                 | 1900                 | 1911                 | 1920                 | 1930                 | 1940                 | 1950                 | 1960                 | 1970                 | 1981                 | 1991                 | 2001                 | 2011                 |
| Global *             | 316 209              | 328 134              | 340 379              | 358 183              | 383 131              | 378 145              | 414 101              | 487 674              | 546 302              | 596 768              | 612 710              | 708 924              | 748 192              | 831 366              | 848 185              |
| 0-14 Anos **         |                      |                      |                      | 121 738              | 133 199              | 127 540              | 143 966              | 177 225              | 193 597              | 224 533              | 229 175              | 227 787              | 184 608              | 160 628              | 136 663              |
| 15-24 Anos **        |                      |                      |                      | 62 144               | 67 979               | 70 326               | 76 002               | 83 616               | 100 505              | 97 635               | 107 295              | 141 910              | 145 864              | 136 378              | 105 602              |
| 25-64 Anos **        |                      |                      |                      | 151 607              | 158 215              | 155 587              | 169 968              | 193 490              | 214 933              | 235 603              | 227 575              | 277 846              | 345 035              | 436 332              | 482 240              |
| = ou > 65 Anos **    |                      |                      |                      | 21 091               | 22 118               | 21 189               | 23 999               | 27 269               | 32 342               | 38 997               | 45 370               | 61 381               | 72 685               | 98 028               | 123 680              |

### Freguesias com menos de 100 habitantes
- Gontim (Fafe), 89 habitantes
- Gondomar (Vila Verde), 71 habitantes
- Brufe (Terras de Bouro), 50 habitantes

## Geografia física
O distrito de Braga é um território bastante acidentado, dominado por altitudes elevadas a leste, junto à fronteira espanhola e aos limites com o distrito de Vila Real, e descendo até ao litoral ocidental, num relevo cortado pelos vales de vários rios que correm de nordeste para sudoeste.
As altitudes maiores encontram-se na Serra Amarela (1361m) e a serra do Gerês, que tem a sua maior altitude, 1 545 m, precisamente no limite com o distrito de Vila Real e muito perto da fronteira espanhola, e na parte leste encontra-se a serra da Cabreira, que atinge no Alto do Talefe, dentro do distrito de Braga, 1 262 m de altitude.
O vale do rio Cávado é o acidente mais importante relacionado com a rede hidrográfica, cortando totalmente o distrito e dividindo as suas montanhas em duas áreas distintas. O Cávado entra no distrito a leste, onde serve de fronteira com o distrito de Vila Real ao longo de alguns quilómetros, e vai desaguar no oceano Atlântico no litoral de Esposende, a oeste, a única zona do distrito relativamente plana. A bacia hidrográfica do Cávado inclui ainda o vale do rio Homem, que nasce na serra do Gerês e desagua no Cávado na confluência dos concelhos de Braga, Vila Verde e Amares.
A sul do Cávado, outro vale importante é o do rio Ave, rio que nasce no concelho de Vieira do Minho, na serra da Cabreira, e atravessa a sua parte sul, servindo de fronteira com o distrito do Porto ao longo de quase 20 km. Um dos afluentes do Ave, o rio Vizela, continua o limite sul do distrito ao longo de outros 20 km. O rio Este, que passa na capital do distrito, é outro afluente relevante do Ave.
A norte, é o vale do rio Neiva, rio que nasce na Serra do Oural, em Vila Verde, a servir de limite com o distrito de Viana do Castelo ao longo de toda a parte baixa do curso deste rio (bastante curto). Por outro lado, a parte sueste do distrito faz parte da bacia hidrográfica do rio Douro, por intermédio do rio Tâmega, que serve de fronteira com o distrito de Vila Real e com o distrito do Porto, e de alguns dos seus afluentes de pequenas dimensões.
Há várias barragens no distrito. A mais conhecida é a barragem de Vilarinho das Furnas, no curso superior do rio Homem. No baixo Cávado situa-se a barragem de Penide e no alto Cávado ficam a barragem da Caniçada, a barragem de Salamonde e a barragem da Venda Nova. No rio Ave ficam algumas barragens pequenas e a barragem do Ermal, bastante maior.
A costa, incluída por inteiro no concelho de Esposende, é arenosa.

## Património
- Lista de património edificado no distrito de Braga

## Governadores civis
1. Francisco Saraiva da Costa de Refóios, 1.º barão de Ruivós (19 de setembro de 1833 — 25 de julho de 1835)
2. José Teixeira de Aguilar (25 de julho de 1835 — 28 de novembro de 1835)
3. Manuel de Castro Pereira (5 de dezembro de 1835 — 7 de maio de 1836)
4. José Teixeira de Aguilar (7 de maio de 1836 — 7 de setembro de 1836)
5. José Manuel Teixeira de Carvalho (6 de dezembro de 1836 — 1 de junho de 1838)
6. João de Vasconcelos e Sá (1 de junho de 1838 — 22 de outubro de 1841)
7. Rodrigo de Sousa da Silva Alcoforado, 1.º barão de Vila Pouca (26 de fevereiro de 1842 — 19 de dezembro de 1843)
8. João de Melo Pereira de Sampaio (2 de julho de 1842 — 11 de julho de 1842)
9. António de Nápoles Vaz Vieira de Melo e Alvim (11 de julho de 1842 — 27 de janeiro de 1844)
10. João Elias da Costa Faria (27 de janeiro de 1844 — 29 de maio de 1846)
11. Francisco Lopes de Azevedo Velho (29 de maio de 1846 — 6 de julho de 1846)
12. Silvério da Silva e Castro (6 de julho de 1846 — 6 de outubro de 1846)
13. Rodrigo de Sousa da Silva Alcoforado, 1.º barão de Vila Pouca (6 de outubro de 1846 — 8 de novembro de 1847)
14. Nicolau de Arrochela Vieira de Almeida do Sodré, 1.º conde de Arrochela (8 de novembro de 1847 — 3 de janeiro de 1848)
15. Rodrigo de Sousa Teixeira da Silva Alcoforado, 1.º visconde e 1.º conde de Vila Pouca (3 de janeiro de 1848 — 3 de maio de 1851)
16. António Clemente de Sousa Gião (3 de maio de 1851 — 15 de setembro de 1852)
17. Gonçalo Pereira da Silva de Sousa e Meneses, 1.º visconde e 1.º conde de Bertiandos (15 de setembro de 1852 — 2 de junho de 1856)
18. Custódio Rebelo de Carvalho (22 de julho de 1856 — 21 de janeiro de 1857)
19. D. Rodrigo José António de Meneses, 3.º conde de Cavaleiros (22 de abril de 1857 — 29 de setembro de 1857)
20. João Silvério de Amorim da Guerra Quaresma (6 de abril de 1858 — 20 de junho de 1859)
21. Bernardo Correia Leite de Morais Almada e Castro, 2.º visconde e 1.º conde da Azenha (20 de junho de 1859 — 8 de agosto de 1860)
22. António Maria José de Melo Silva César e Menezes, 8.º conde e 3.º marquês de Sabugosa, 10.º conde de São Lourenço, 10.º alferes-mor do Reino (15 de dezembro de 1860 — 19 de março de 1862)
23. Francisco de Campos de Azevedo Soares, 1.º visconde e 1.º conde de Carcavelos (14 de abril de 1862 — 17 de setembro de 1862)
24. José Gerardo Ferreira Passos (17 de setembro de 1862 — 20 de outubro de 1862)
25. Januário Correia de Almeida, 1.º barão, 1.º visconde e 1.º conde de São Januário (20 de outubro de 1862 — 26 de dezembro de 1864)
26. José Joaquim Vieira (15 de fevereiro de 1865 — 8 de setembro de 1865)
27. João Machado Pinheiro Correia de Melo, 1.º Visconde de pindela (8 de setembro de 1865 — 13 de janeiro de 1868)
28. José Joaquim Vieira (13 de janeiro de 1868 — 1 de junho de 1869)
29. Jerónimo Barbosa de Abreu e Lima (25 de novembro de 1869 — 23 de maio de 1870)
30. D. José de Meneses e Távora de Rappach da Silveira e Castro, 2.º marquês de Valada, representante do título de conde de Caparica (25 de maio de 1870 — 23 de junho de 1870)
31. António José Teixeira (23 de junho de 1870 — 30 de agosto de 1870)
32. António Alves Carneiro (5 de setembro de 1870 — 4 de fevereiro de 1871)
33. José Barbosa da Costa e Lemos (14 de fevereiro de 1871 — 12 de outubro de 1871)
34. Luís Cardoso Martins da Costa de Macedo, 1.º visconde e 1.º conde de Margaride (12 de outubro de 1871 — 15 de março de 1877)
35. D. José de Meneses e Távora de Rappach da Silveira e Castro, 2.º marquês de Valada, representante do título de conde de Caparica (5 de abril de 1877 — 6 de fevereiro de 1878)
36. Joaquim Cabral de Noronha e Meneses (6 de fevereiro de 1878 — 6 de junho de 1879)
37. João Machado Pinheiro Correia de Melo, 1.º visconde de Pindela (5 de junho de 1879 — 28 de março de 1881)
38. Jerónimo da Cunha Pimentel (7 de abril de 1881 — 11 de dezembro de 1884)
39. D. José de Meneses e Távora de Rappach da Silveira e Castro, 2.º marquês de Valada, representante do título de conde de Caparica (11 de dezembro de 1884 — 21 de janeiro de 1886)
40. Joaquim Peito de Carvalho (21 de janeiro de 1886 — 18 de fevereiro de 1886)
41. António Alberto da Rocha Páris (25 de fevereiro de 1886 — 8 de outubro de 1886)
42. João Machado Pinheiro Correia de Melo, 1.º visconde de Pindela (8 de outubro de 1886 — 20 de dezembro de 1888)
43. Joaquim Pais de Abranches (20 de dezembro de 1888 — 13 de janeiro de 1890)
44. Jerónimo da Cunha Pimentel (18 de janeiro de 1890 — 6 de novembro de 1890)
45. José Frederico do Casal Ribeiro, 2.º conde de Casal Ribeiro (9 de novembro de 1890 — 18 de junho de 1891)
46. Jerónimo da Cunha Pimentel (18 de junho de 1891 — 28 de janeiro de 1892)
47. Adriano Carneiro de Sampaio (28 de janeiro de 1892 — 24 de novembro de 1892)
48. António Bernardo da Fonseca Moniz (12 de janeiro de 1893 — 9 de março de 1893)
49. José de Abreu do Couto de Amorim de Novais (9 de março de 1893 — 1 de setembro de 1894)
50. Manuel Inácio de Amorim de Novais Leite (12 de setembro de 1894 — 31 de janeiro de 1895)
51. João Feio de Magalhães Coutinho, 1.º barão e 1.º visconde da Torre (31 de janeiro de 1895 — 4 de fevereiro de 1897)
52. Alexandre Ferreira Cabral Pais do Amaral (11 de fevereiro de 1897 — 24 de março de 1898)
53. Álvaro de Mendonça Machado de Araújo (24 de março de 1898 — 23 de junho de 1900)
54. João Feio de Magalhães Coutinho, 1.º barão e 1.º visconde da Torre (2 de julho de 1900 — 1 de junho de 1901)
55. D. Tomás Maria de Almeida Manoel de Vilhena, 8.º conde de Vila Flor (1 de junho de 1901 — 18 de outubro de 1904)
56. João Lobo Machado Cardoso do Amaral de Menezes, 2.º visconde de Paço de Nespereira (20 de outubro de 1904 — 22 de março de 1906)
57. D. Tomás Maria de Almeida Manoel de Vilhena, 8.º conde de Vila Flor (23 de março de 1906 — 17 de maio de 1906)
58. Manuel Inácio de Amorim de Novais Leite (5 de junho de 1906 — 15 de fevereiro de 1908)
59. Francisco Botelho de Carvalho de Oliveira Leite (22 de fevereiro de 1908 — 21 de janeiro de 1909)
60. Francisco de Campos de Azevedo Soares, 1.º visconde e 1.º conde de Carcavelos (17 de março de 1909 — 2 de março de 1910)
61. Álvaro de Azeredo Leme Pinto e Melo (16 de abril de 1910 — 25 de junho de 1910)
62. Francisco Botelho de Carvalho de Oliveira Leite (27 de junho de 1910 — 5 de outubro de 1910)
63. Manuel Joaquim Rodrigues Monteiro (5 de outubro de 1910 — 7 de junho de 1913)
64. João Lopes Soares (19 de junho de 1913 — 6 de abril de 1914)
65. José Joaquim Álvares Pedreira de Moura (6 de abril de 1914 — 17 de agosto de 1914)
66. Carlos Augusto de Oliveira (26 de setembro de 1914 — 5 de fevereiro de 1915)
67. Miguel de Abreu (5 de fevereiro de 1915 — 24 de maio de 1915)
68. Eduardo Cerqueira Machado da Cruz (24 de maio de 1915 — 13 de dezembro de 1917)
69. Miguel de Abreu (13 de dezembro de 1917 — 9 de fevereiro de 1918)
70. José Feria Dordio Teotónio (9 de fevereiro de 1918 — 13 de dezembro de 1918)
71. Francisco de Pádua (13 de dezembro de 1918 — 28 de fevereiro de 1919)
72. Alberto Álvaro Dias Pereira (28 de fevereiro de 1919 — 16 de junho de 1919)

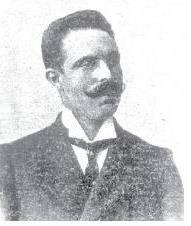
Fonseca Lima

1. João Caetano da Fonseca e Lima (16 de junho de 1919 — 9 de novembro de 1920)
2. João Rodrigues Baptista (9 de novembro de 1920 — 20 de maio de 1921)
3. Armindo de Freitas Ribeiro de Faria (20 de maio de 1921 — 20 de junho de 1921)
4. Alberto David Branquinho (20 de junho de 1921 — 13 de agosto de 1921)
5. Artur Brandão (11 de outubro de 1921 — 14 de novembro de 1921)
6. José Leão Ferreira da Silva (14 de novembro de 1921 — 9 de novembro de 1922)
7. João Carrington Simões da Costa (15 de fevereiro de 1923 — 16 de novembro de 1923)
8. Artur Brandão (20 de novembro de 1923 — 17 de dezembro de 1923)
9. Vasco Martins Morgado (27 de dezembro de 1923 — 9 de agosto de 1924)
10. João Evangelista de Meneses Pinheiro (16 de agosto de 1924 — 18 de setembro de 1925)
11. Miguel Augusto Alves Ferreira (18 de setembro de 1925 — 8 de fevereiro de 1926)
12. João Evangelista de Meneses Pinheiro (8 de fevereiro de 1926 — 11 de junho de 1926)
13. José Ribeiro Barbosa (26 de junho de 1926 — 18 de abril de 1929)
14. Francisco Filipe dos Santos Caravana (18 de abril de 1929 — 27 de fevereiro de 1930)
15. Alfredo Balduíno de Seabra (12 de março de 1930 — 10 de dezembro de 1930)
16. Artur José dos Santos (10 de dezembro de 1930 — 1 de agosto de 1931)
17. Domingos José Soares (1 de agosto de 1931 — 1 de novembro de 1932)
18. José Gomes de Matos da Graça (1 de novembro de 1932 — 30 de novembro de 1933)
19. Lucínio Gonçalves Presa (2 de fevereiro de 1934 — 17 de dezembro de 1938)
20. José Joaquim de Oliveira (26 de janeiro de 1939 — 9 de outubro de 1944)
21. Henrique Cabral de Noronha e Meneses (9 de outubro de 1944 — 25 de fevereiro de 1947)
22. Armando Neri Teixeira (18 de março de 1947 — 2 de julho de 1957)
23. António Eduardo de Azevedo Abranches (4 de julho de 1957 — 3 de outubro de 1961) (faleceu)
24. Francisco Leandro Pessoa Monteiro (2 de fevereiro de 1962 — 30 de novembro de 1968)
25. António Maria dos Santos da Cunha (30 de novembro de 1968 — 26 de março de 1972 (faleceu)
26. Francisco Carlos Leite Dourado (18 de abril de 1972 — 19 de março de 1973)
27. Manuel Augusto de Ascenção de Azevedo (19 de março de 1973 — 25 de abril de 1974)
28. José de Araújo Pereira de Sampaio (30 de setembro de 1974 — 18 de outubro de 1975)
29. Eurico da Silva Teixeira de Melo (18 de outubro de 1975 — 22 de setembro de 1976)
30. Parcídio de Matos Summavielle Soares (23 de setembro de 1976 — 14 de fevereiro de 1980)
31. Fernando Alberto Ribeiro da Silva (21 de fevereiro de 1980 — 16 de dezembro de 1982)
32. Artur de Sousa Lopes (11 de julho de 1983 — 16 de dezembro de 1985)
33. Fernando Alberto de Matos Ribeiro da Silva (16 de dezembro de 1985 — 16 de novembro de 1995)
34. Pedro Bacelar de Vasconcelos (16 de novembro de 1995 — 11 de novembro de 1999)
35. Fernando Ribeiro Moniz (11 de novembro de 1999 — 13 de setembro de 2001)
36. José Marcelino da Costa Pires (13 de setembro de 2001 — 14 de maio de 2002)
37. Luís Cirilo Amorim de Campos Carvalho (14 de maio de 2002 — 29 de abril de 2003)
38. José de Araújo (29 de abril de 2003 — 5 de abril de 2005)
39. Fernando Ribeiro Moniz (5 de abril de 2005 — 8 de setembro de 2011)

## Eleições
O distrito de Braga é o único em Portugal, desde as primeiras eleições para a Assembleia da República em 1976 até às mais recentes em 2024, onde o partido mais votado no círculo acabou por ser sempre o vencedor das legislativas.
Desde 1976, sempre que o PS venceu no círculo de Braga acabou por vencer as eleições e o mesmo aconteceu com o PSD - quando concorreu sozinho ou coligado.
Os socialistas venceram as eleições legislativas de 1976, 1983, 1995, 1999, 2005, 2009, 2019 e 2022 e, em todos estes anos, venceu o "cor-de-rosa" no distrito de Braga. Já o PSD venceu em 1979, 1980, 2015 e 2024 - nestes anos em pré-coligação - e em 1985, 1987, 1991, 2002 e 2011, sendo que em todas estas eleições o distrito de Braga foi "laranja".

## Política

### Eleições legislativas
| Ano  | %       | D       | %    | D   | %      | D      | %           | D           | %       | D       | %   | D   | %    | D  | %    | D   | %   | D   | %    | D   | %    | D    | %   | D   | %       | D       | % | D | %  | D  | %  | D  |
| Ano  | PPD/PSD | PPD/PSD | PS   | PS  | CDS-PP | CDS-PP | PCP/APU/CDU | PCP/APU/CDU | MDP/CDE | MDP/CDE | UDP | UDP | AD   | AD | FRS  | FRS | PRD | PRD | PSN  | PSN | B.E. | B.E. | PAN | PAN | PSD CDS | PSD CDS | L | L | IL | IL | CH | CH |
| ---- | ------- | ------- | ---- | --- | ------ | ------ | ----------- | ----------- | ------- | ------- | --- | --- | ---- | -- | ---- | --- | --- | --- | ---- | --- | ---- | ---- | --- | --- | ------- | ------- | - | - | -- | -- | -- | -- |
| 1975 | 37,7    | 7       | 27,4 | 5   | 18,0   | 3      | 3,7         | –           | 2,9     | –       | –   | –   |      |    |      |     |     |     |      |     |      |      |     |     |         |         |   |   |    |    |    |    |
| 1976 | 28,7    | 5       | 32,1 | 6   | 25,3   | 4      | 4,1         | –           |         |         | 1,0 | –   |      |    |      |     |     |     |      |     |      |      |     |     |         |         |   |   |    |    |    |    |
| 1979 | AD      | AD      | 30,2 | 5   | AD     | AD     | 10,0        | 1           | APU     | APU     | 1,4 | –   | 51,8 | 9  |      |     |     |     |      |     |      |      |     |     |         |         |   |   |    |    |    |    |
| 1980 | AD      | AD      | FRS  | FRS | AD     | AD     | 8,4         | 1           | APU     | APU     | 0,9 | –   | 54,8 | 9  | 29,3 | 5   |     |     |      |     |      |      |     |     |         |         |   |   |    |    |    |    |
| 1983 | 27,0    | 5       | 39,6 | 7   | 18,3   | 3      | 8,8         | 1           | APU     | APU     | 0,4 | –   |      |    |      |     |     |     |      |     |      |      |     |     |         |         |   |   |    |    |    |    |
| 1985 | 32,8    | 6       | 21,8 | 4   | 14,0   | 2      | 8,5         | 1           | APU     | APU     | 0,7 | –   | 16,8 | 3  |      |     |     |     |      |     |      |      |     |     |         |         |   |   |    |    |    |    |
| 1987 | 53,3    | 10      | 25,9 | 5   | 5,9    | 1      | 6,1         | 1           | 0,3     | –       | 0,7 | –   | 3,3  | –  |      |     |     |     |      |     |      |      |     |     |         |         |   |   |    |    |    |    |
| 1991 | 53,6    | 10      | 31,4 | 5   | 5,6    | 1      | 4,5         | –           |         |         | –   | –   | 0,4  | –  | 0,8  | –   |     |     |      |     |      |      |     |     |         |         |   |   |    |    |    |    |
| 1995 | 38,2    | 7       | 42,9 | 8   | 10,7   | 1      | 4,5         | –           | 0,5     | –       |     |     | 0,3  | –  |      |     |     |     |      |     |      |      |     |     |         |         |   |   |    |    |    |    |
| 1999 | 36,8    | 7       | 44,3 | 8   | 8,8    | 1      | 5,4         | 1           |         |         | 0,4 | –   | 1,2  | –  |      |     |     |     |      |     |      |      |     |     |         |         |   |   |    |    |    |    |
| 2002 | 44,5    | 9       | 37,4 | 8   | 9,3    | 1      | 4,4         | –           |         |         | 1,7 | –   |      |    |      |     |     |     |      |     |      |      |     |     |         |         |   |   |    |    |    |    |
| 2005 | 32,9    | 7       | 45,4 | 9   | 7,8    | 1      | 4,8         | 1           | 4,6     | –       |     |     |      |    |      |     |     |     |      |     |      |      |     |     |         |         |   |   |    |    |    |    |
| 2009 | 30,8    | 6       | 41,7 | 9   | 9,7    | 2      | 4,6         | 1           | 7,8     | 1       |     |     |      |    |      |     |     |     |      |     |      |      |     |     |         |         |   |   |    |    |    |    |
| 2011 | 40,1    | 9       | 32,9 | 7   | 10,4   | 2      | 4,9         | 1           | 4,2     | –       | 0,6 | –   |      |    |      |     |     |     |      |     |      |      |     |     |         |         |   |   |    |    |    |    |
| 2015 | CDS     | CDS     | 30,9 | 7   | PSD    | PSD    | 5,2         | 1           | 8,8     | 1       | 0,8 | –   | 45,6 | 10 | 0,5  | –   |     |     |      |     |      |      |     |     |         |         |   |   |    |    |    |    |
| 2019 | 34,1    | 8       | 36,4 | 8   | 4,1    | 1      | 4,0         | –           | 8,9     | 2       | 2,6 | –   |      |    | 0,7  | –   | 0,8 | –   | 0,7  | –   |      |      |     |     |         |         |   |   |    |    |    |    |
| 2022 | 34,8    | 8       | 42,0 | 9   | 1,7    | –      | 2,6         | –           | 3,8     | –       | 1,2 | –   | 0,8  | –  | 4,3  | 1   | 5,8 | 1   |      |     |      |      |     |     |         |         |   |   |    |    |    |    |
| 2024 | AD      | AD      | 28,2 | 6   | AD     | AD     | 1,8         | –           | 33,2    | 8       | 3,8 | –   | 1,4  | –  | 2,3  | –   | 6,1 | 1   | 16,9 | 4   |      |      |     |     |         |         |   |   |    |    |    |    |